# Rio Zuecca
Le rio de la Giudecca (en vénitien rio Zuecca) est un canal de Burano séparant l'ilôt de Giudecca du reste de l'île. 

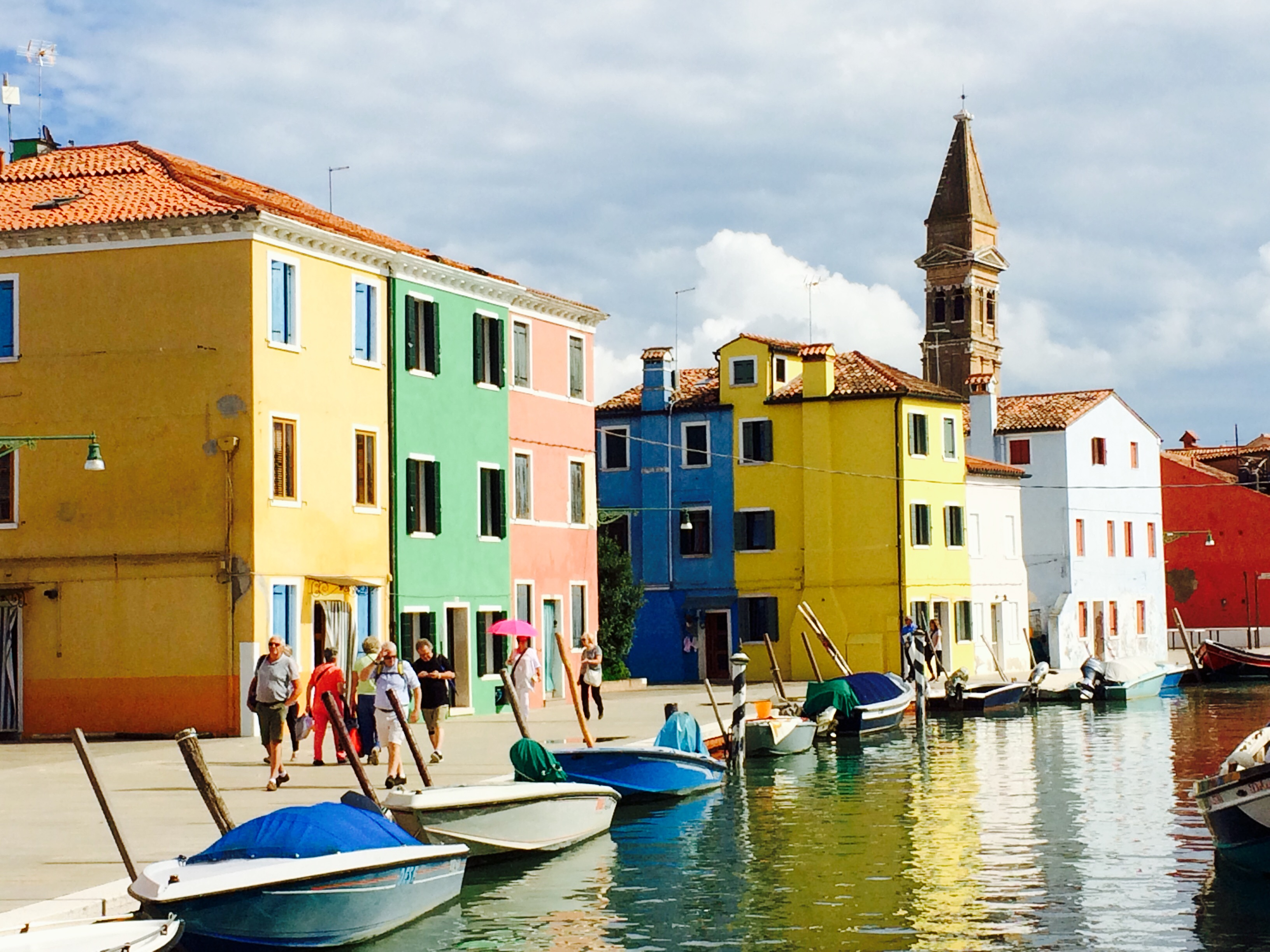
Vue du canal

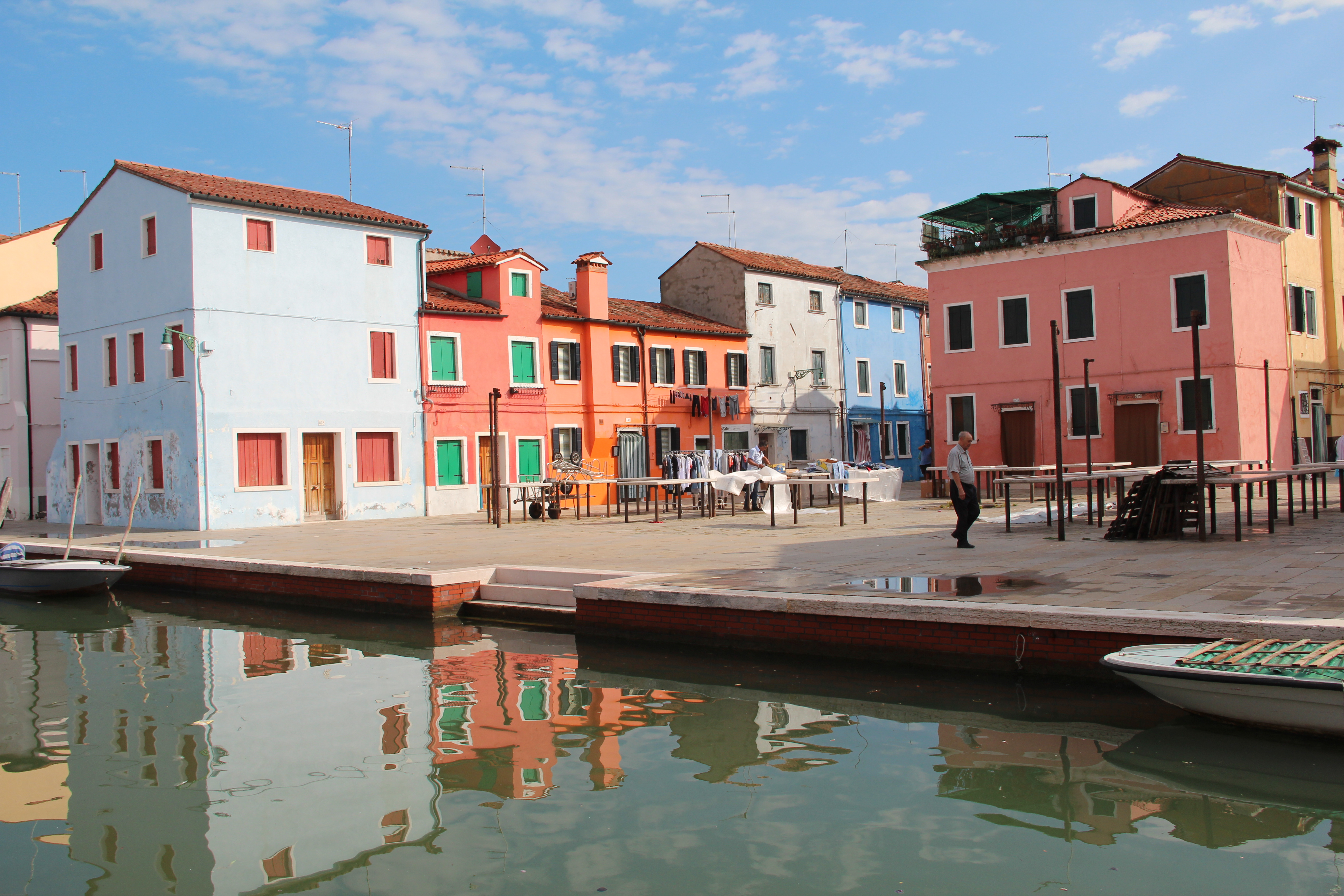
marché aux poissons

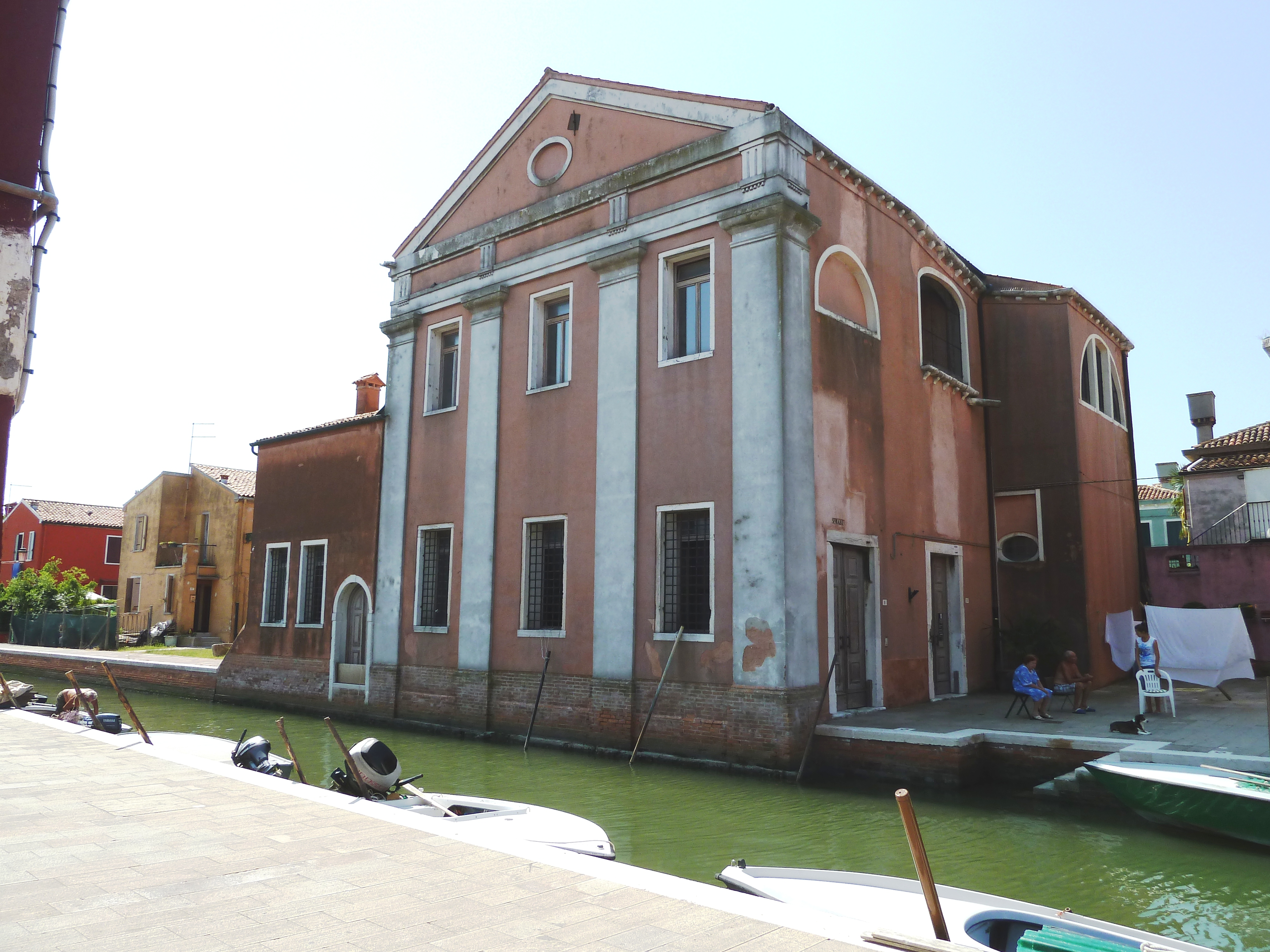
ex-église des Capuccine

## Description
Le rio de la Giudecca a une longueur de 350 mètres. Il relie le Rio San Mauro en sens sud-est vers son embouchure dans le canale di Crevan.

## Origine
Le nom de ce canal à la même origine que celui de l'île éponyme de la Giudecca.

## Situation et monuments remarquables
Ce canal divise les îlots buranais de la Giudecca et de San Martino. Il est longé au nord par les Fondamenta de la Pescheria et fondamenta del Pizzo et au sud par les fondamenta de la Giudecca et le fondamenta de le Capuccine.
Il longe le campo Pescheria (marché aux poissons) et l'ancienne église Santa Maria dei Capuccine, d'après les capucins. 

### Ponts
Le rio est traversé par deux ponts (du sud au nord):

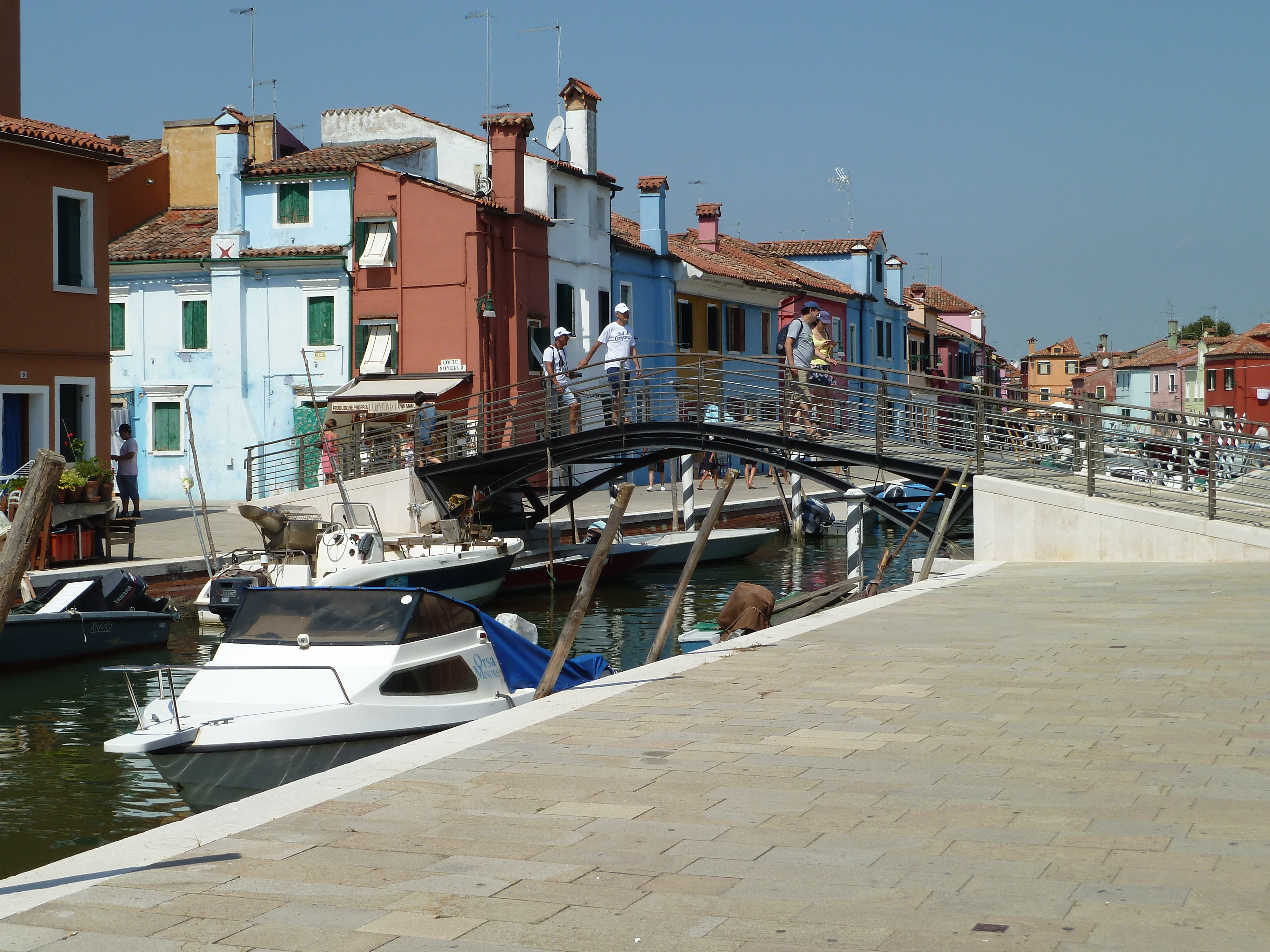
ponte dei Capuccine
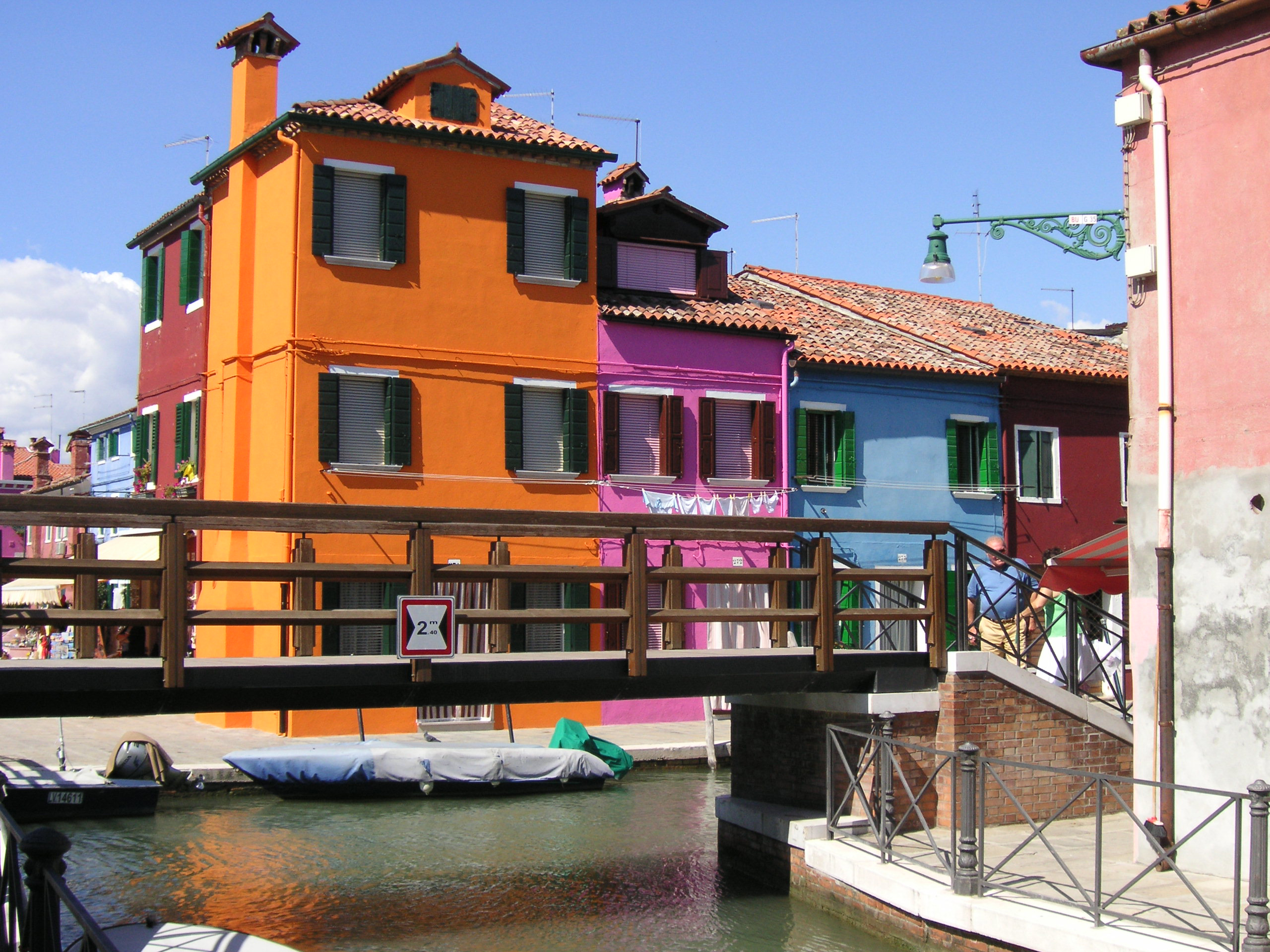
ponte dei Tre Ponti